# 時雨の記
『時雨の記』（しぐれのき）は1977年発表の中里恒子の小説(文藝春秋刊)、それを元にした1998年製作の日本映画。吉永小百合主演、監督澤井信一郎。
古都・鎌倉、紅葉の京都、晩秋の飛鳥路を舞台につつましく揺るぎない大人の愛の物語を描く。
本項では、映画公開前に同小説を原作としたテレビドラマについても記述する。

## あらすじ
大手建設会社の専務・壬生孝之助は、20年前に心に留めた女性・堀川多江に偶然再会し、翌日、鎌倉を訪ねる。夫を亡くし華道教授をしながらひっそりと暮らしてきた多江は、戸惑いながら壬生の少年のようなひたむきさに惹かれてゆく。世俗の価値観を離れて、同じものに響き合える人と残りの人生を生きてみたい、二人で西行や定家のように隠れ住みたいと願う。しかし新しい生活を決意した壬生には病魔が迫っていた。京都嵯峨野で発作を起こした壬生を抱きしめる多江。二人に時雨が降り注いで過ぎてゆく。 

## キャスト
- 堀川多江：吉永小百合
- 壬生孝之助：渡哲也
- 壬生佳子：佐藤友美
- 庄田：林隆三
- 壬生浩二：原田龍二
- 田村：天宮良
- 小早川奈津：岩崎加根子
- 古谷悠子：細川直美
- 井川朋子：裕木奈江
- 雅代：山辺有紀
- 壬生利之：倉田てつを
- 壬生晴美：白鳥夕香
- 沼田：佐藤允
- 祖父江：前田吟
- 魚屋：徳井優
- 野村：神山繁
- 三田：津村鷹志

## スタッフ
- 監督：澤井信一郎
- 原作：中里恒子
- 脚色：伊藤亮二、澤井信一郎
- 企画：黒澤満、村上光一
- プロデューサー：六鹿英雄、久板順一朗、岡田裕、松下千秋、服部紹男
- 撮影：木村大作
- 音楽：久石譲
- 美術：桑名忠之

## 製作

### 企画
企画は吉永小百合。中里恒子の同名小説は四十代と五十代の恋を描き、1977年の発表当時"時雨族"なる流行語を生んだ。吉永は発表直後に本を読み感動し、以来、年に一・二度読み返し、いつかは映画化したいと思い続けた。しかし、自身がこういうものをやりたいと口に出しても実らないことが多く、ずっと胸にしまっていた。具体的なことは何もなかったが、吉永は個人的に動き、既に没していた中里の代理人に自分の考えは伝えていた。東宝に打診するも良い返事は得られず、岡田裕介に企画を持ち込むも、この時は東映でも企画が通らなかった。1997年に吉永が日活時代から付き合いの長いセントラル・アーツ代表の黒澤満プロデューサーに相談したところ、「もう少し待った方がいい」と進言された。念のため文藝春秋に映画化の状況を聞くと「多くの女優から中里の原作を映画化したいというオファーがある」という話を聞き、代理人からも同様のオファーがあると知らされて「それでは悲しすぎる……」と思った吉永は自らに一任するよう談判したところ、オファーが先行していた吉永を優先するよう計らわれた。さらに黒澤からも「せめて映画化権だけでも取っておかないといけない」とアドバイスを受け、版権元との交渉の末、「吉永さんがやって下さるなら」と映画化権を獲得した。吉永はフジテレビと出資交渉し、人件費などが安く済むとしてセントラル・アーツ、フジテレビ、東映ビデオの共同製作となった。

### 製作の決定
しかし当時の日本映画を取り巻く状況では、このような性描写のないオーソドックスな大人の恋愛映画を製作できる見込みはなかった。1990年代の日本映画界は、アニメーション映画とテレビ局主導による映画に押され、どこも自社製作映画のヒットが出せず、年を追うごとにこの傾向が強くなった。東映は邦画大手の中ではコンスタントに自社製作を続けてはいたが、1970年代から制作投資を控えて、強固な興行網構築に乗り出した東宝と差が広がっていくばかりだった。東映は動画が手掛けるアニメの海外での版権収入が1990年代に伸びて、東映会長の岡田茂はアニメがヒットしている間に何らかの手を打つよう檄を飛ばしていたが、稼ぎ頭だった東映Vシネマを主力とするビデオ事業もオリジナルビデオの過剰乱立とブームの沈静化により1994年頃から売上げを落とし厳しい状況が続いた。
特に伝統のヤクザ映画で赤字番組が続出し、配収5000万円などと、配収が一億円を割るというメジャー映画会社の劇場公開映画と思えない作品を出し始めた。いくら東映は二次使用、三次使用が強いといっても、あまりの不入り映画はテレビ局にも放映権を高く売れず、レンタルビデオ店も引き取らない。1994年には年間の本番線約半分にアニメが乗る状況となった。
岡田は1990年代前後には東映一社で版権を持っておいた方がいいと、提携に頼らない自前で映画を作れと指示していたが、自社製作映画のあまりの成績の悪さから1996年に遂に激怒し、東映発足以来堅持して来た自社製作路線を軌道修正、リスクの軽減やメディアミックス展開を狙いとした提携作品の強化を指示し、本作が製作された1998年は東映発足以来、自社製作が0になった。
1997年は岡田がプロモートした『失楽園』と『新世紀エヴァンゲリオン』がメガヒットしたため、たまたま配収で前年比68.8%伸びたが、『失楽園』の映画とテレビドラマの大ヒットもあって性的描写が話題になる不倫劇が大流行となり、性描写一切なしで、いかにもメロドラマてんこ盛りの純愛ものを大真面目で作ろうという考えは、当時の状況では浮世離れしていた。撮影の木村大作は後に「今世紀最大の冒険映画」と評した。
東映は岡田がOKしないと映画は製作されないため、吉永と渡哲也が二人で岡田に直談判に打って出て『時雨の記』の製作を頼み込んだものの、岡田は「気持ちは判るが、客が来ないものに東映が出資できない」と突っ撥ねたが、吉永は「絶対来させます。私、確信持って来させます」と言い切り、傍らの渡も「二人のギャラは要らない。ギャラなしで切符（前売券）も売るから、とにかく作ろう」と言い切った。渡と岡田は古い仲だった。岡田は「損する訳にはいかないから」となお拒否したところ、二人が「身銭切っても製りたい、二人の永年の想いで今ここに来ている」とまで訴える姿に驚愕し、岡田は「これは買いだ」と判断し製作を決めたが、「その代わり宣伝も徹してやってくれよ」と余分な条件を付け加えた。実際に吉永、渡はノーギャラで、撮影費用を抑えるために渡は石原プロモーションの車を使っていたがそういったものがない吉永はスタッフが運転するライトバンで移動、それほど彼女がどうしても演じたい作品だった。
他の吉永主演映画と違い、クランクイン前の主要スタッフによる大々的な製作発表会見なしに撮影を開始した。

### 脚本
監督の澤井信一郎へは黒澤から「いい企画」と勧められオファーを受けた。東映はこの前に灰谷健次郎原作の『天の瞳』を映画化する構想があり、澤井にオファーが出されていたが製作されなかった。澤井作品の多くの特徴でもあるプロデューサー、監督、脚本家のよる共同作業で脚本作りが行われたが、一番問題になったのは時代設定で、原作は肉体関係を結ばない男女の愛が共感を得ていたが、撮影当時の『失楽園』ばやりでは、これを映画でも踏襲するのは難しいと判断し、原作から設定を大きく変更した。原作は1964年東京オリンピック前後の設定であるが、当時の面影は東京にほとんど残ってなく、脚本の伊藤亮二のアイデアで昭和の終わりならロマネスクもあり得ただろうと考え、撮影当時でも風景がそのまま写せる平成元年（1989年）に設定を置きかえた。昭和にはまだそのような男女の恋もあり得た、その後は平成の恋愛になったという提示である。壬生を猛烈な企業戦士に設定し、日本の戦後を支えた企業戦士が晩年になってロマネスクを見つけ、昭和天皇崩御前後の平成元年に過労死するという設定に変えた。当時の人は天皇崩御前後の過熱報道はすぐに思い出せる出来事で、フィクションではあるが、二人の恋があの頃と同時進行している自分史の一部を呼び覚ますメリットを考えた。戦後日本の変貌をニュースフィルムで振り返っているが、当時はまだ文学も映画も、日本の高度成長期を支えた企業戦士を検証したものはなかった。それが不満だった澤井はその時代にスポットを当てた映画を作りたく、経済が豊かになり街も変貌したが同時に人の心も変えてしまったのではないか、との反省も込めようとした。また主人公の多江は原作ではもっとあっけらかんとしているが、女性の価値観を入れることで説得力を持たせた。

### キャスティング
脚本執筆中、壬生役は決まっておらず澤井、黒澤、伊藤は頭を悩ませた。壬生は50代だがその世代でピンとくる人がおらず、残るは歌舞伎俳優から中村吉右衛門はどうかと検討しているときに、吉永は1996年の『わが心の銀河鉄道 宮沢賢治物語』での渡哲也の演技を見て、日活時代に青春映画で度々コンビを組んだ渡に相手役を頼んだ。渡との共演は、1966年『愛と死の記録』以来約30年ぶりで、「もう共演することはないかも」と思っていたため、20年ぶりに再会するという設定の物語と重なり合うようで演じやすかったという。多江に積極的に思いを打ち明ける壬生役は、寡黙で渋めなイメージの渡とは違うが、吉永は「昔、共演したころの渡さんは体育会系の海の男だったんです。思う事をストレートに言い、夢を実現させようとする壬生は、当時の渡さんのイメージです」と話した。また、渡が軟弱な男をやってくれるか極めて心配だったが快諾してくれてホッとしたとも語っている。一方、渡は吉永からの依頼にただただ嬉しかった。恋の手練れではなく初めて妻子以外に目移りして恋の手立てもわからず笑われるくらいに真っ直ぐ進む壬生には硬派な印象の渡はまさに適任だと澤井は思わず膝をうった。
吉永は「多江はとても古典的な女性なんですけど、実はたおやかでしっかりしている。言葉で男の人を翻弄する場面もあって、そういう意味では悪い女かもしれません。でも、今まで自分を殺して生きて来た人が初めて本当の恋を知る。そこを感じて欲しいんです」、「すぐに肉体だけでなく、その前に心と心が深く結びつくことで幸せになっていく本当の恋は、人生に一度あるかないかでないでしょうか。普通は巡り合う前に諦めてしまうでしょう。最初に読んだときから、ある種のユートピアに惹かれて映画化をずっと待っていました」、「みなさんにああいう恋愛をして下さいというようなことではないですけど、ただ寿命がこれだけ延びて、いかに第二の人生を生きるかというのは大きなテーマだと思います」、「企画段階から意見を言った作品は他にもありますが、自分からやりたいと言って出演する映画は最初で最後かもしれません」「派手なアクション映画が多いハリウッドでも、メリル・ストリープのように良い作品に出続けている女優もいる。この作品を成功させたい」などと話した。

### 撮影
原作は二年間だが、映画では時間が埋められず間延びするため、実質の描写期間は5ヵ月に絞った。それでもなお中盤間延びするため、澤井が強く頭にあったフランソワ・トリュフォー監督の『隣の女』のトップシーンに用いられた倒叙法を取り入れ、中盤以降は時系列に捉われず構成している。
黒澤プロデューサーが以前、仲村トオル出演映画でスペインのグラナダでロケをした際、グラナダの風景に強烈な印象を持ったため、グラナダロケに固執し、「金は何とかするからグラナダロケをやってくれ」と頼み、ロケハンなしのスペインロケを敢行。スタッフの手荷物を最小限にして製作費を浮かせた。木村大作は「風景は人生の移り変わりであり、大人の恋の裏付けでもあるんです。監督も風景を意欲的に各シーンに取り込もうと、生活感をともなった映像美を追求してきます」と話し、雪や雨にたたられたが、ライティング次第でどのようにも撮ってしまう"木村マジック"が冴え渡った。スタッフ・キャスト一同、「ターゲットはとにかく大人。若い観客に迎合する映画ばかりじゃしょうがない」と異口同音に話した。
深作健太が助監督として参加し、カチンコを打った。 

### 撮影記録
1997年11月14日クランクイン。ここから断続的に1998年春までの撮影。スタジオ撮影は東映東京撮影所、多江の家など。ロケは京都、奈良、スペイン、鎌倉。紅葉の時期に吉永と渡のスケジュールが2日間しか取れず、紅葉シーンの撮影を京都と奈良でそれぞれ1日のみの計2日。京都常寂光寺、奈良県明日香村甘樫丘で夕景撮影など。その他の撮影順は不明で、神奈川県横浜市（ホテル）、鎌倉市、北鎌倉駅、円覚寺、京都清水寺、1998年2月、京都常寂光寺他、スペイングラナダ、奈良県明日香村国営飛鳥歴史公園、唐招提寺、奈良市東大寺、吉野山西行庵（1998年3月、4月）他でクランクアップ。

## 宣伝
吉永は自身の企画でもあり、関わった人たちに絶対損をさせてはならないと多くのマスメディアに露出し、トークショーを18回開くなど宣伝に奔走した。吉永は芸歴30年を超える中で数えるほどしかトークショーをやったことはなかった。
今後の東映のイメージ作りを打ち出すとし、1998年10月公開の今村昌平監督『カンゾー先生』、1999年1月公開の深作欣二監督『おもちゃ』と本作の三本を一括りにし「選びぬいて今秋から99春へ 三大名匠強力連作」をキャッチコピーに3本共通前売り券を1600円で1998年9月に発売した。

## 作品の評価

### 興行成績
配給収入5億円のヒット。大ヒットまではいかなかったが採算はとれた。澤井は吉永のトークショーが大きかったと考え、予算が少なく宣伝費もあまりかけられず、それをカバーしたのがトークショーだった。

### 受賞歴
- 第72回キネマ旬報ベストテン9位。

## テレビドラマ
映画公開前、同じ小説を原作とするテレビドラマが2本放送された。

### 1979年版
1979年1月18日から同年4月5日まで読売テレビ制作・日本テレビ系列で放送。全12回。放送時間は毎週木曜22:00 - 22:54（JST）。

#### 出演
- 堀川多江：山本富士子
- 田村泰：村野武憲
- 板垣加奈子：篠ひろ子
- 前川宏：三浦洋一
- 島野えり子：三浦リカ
- 平林専務：永井秀明
- 梅田良子：津奈美里ん
- まさ：片瀬左知子
- 文代：三鈴京子
- 高沢：暁津純
- 壬生孝之助：丹波哲郎

#### スタッフ
- 原作：中里恒子
- 脚本：横光晃（全話）
- 演出：山本勝則
- 音楽：山本丈晴
- ナレーター：睦五郎
- プロデューサー：荻野慶人（YTV）、池頭俊孝（YTV）
- 制作：東宝、読売テレビ

### 1980年
1980年4月6日にTBS系列の『東芝日曜劇場（現：日曜劇場）』で放送。

#### キャスト
- 堀川多江：若尾文子
- 壬生孝之助：池部良
- 北村和夫
- 宮川洋一
- 金内吉男

#### スタッフ
- 原作：中里恒子
- 脚本：田井洋子
- 演出：鴨下信一
- 音楽：山下毅雄
- プロデューサー：石井ふく子
- 制作：TBS

| 読売テレビ制作・日本テレビ系列 木曜22時枠 | 読売テレビ制作・日本テレビ系列 木曜22時枠 | 読売テレビ制作・日本テレビ系列 木曜22時枠 |
| 前番組                                    | 番組名                                    | 次番組                                    |
| ----------------------------------------- | ----------------------------------------- | ----------------------------------------- |
| 殉愛〜ひとすじの愛                        | 時雨の記 （1979年版）                     | 風花のひと                                |
| TBS系列 東芝日曜劇場                      |                                           |                                           |
| 嫁が出ていくとき                          | 時雨の記 （1980年版）                     | 山椿                                      |